# Salvatore Cancemi
Salvatore Cancemi (Palermo, 19 de marzo de 1942 - 14 de enero de 2011) fue un miembro de la mafia siciliana. Ha sido el primer miembro de la Comisión que voluntariamente se convirtió en pentito, es decir, un colaborador de la justicia. Cancemi hizo acusaciones controvertidas sobre la connivencia del primer ministro Silvio Berlusconi y su mano derecha Marcello Dell'Utri con la mafia, las cuales no han sido corroboradas.

## Etapa mafiosa
La familia de Cancemi no tenía antecedentes de pertenencia a la mafia, de hecho su padre había establecido una próspera carnicería. Cancemi fue iniciado en la familia mafiosa de Porta Nuova en 1976 a la edad de 34 años; su padrino fue Vittorio Mangano. En 1985 éste había sustituido a Giuseppe Calò como jefe de la familia de Porta Nuova, después de que Calò fuera arrestado y le reemplazó en la Cupola (la Comisión de la mafia) como jefe del mandamento de Porta Nuova que incluía también las familias de Palermo Centro y de Borgo Vecchio.
En 1976 Cancemi fue enviado a prisión por el robo de un cargamento de carne de un carnicero que se había negado a pagar el pizzo. En la cárcel Tommaso Buscetta se hizo cargo del recién iniciado Cancemi. Casi 20 años más tarde, cuando Cancemi se reunió con Buscetta en 1993, confesó que él había estrangulado personalmente a 2 hijos de Buscetta en 1982, a petición de Totò Riina. Buscetta lo perdonó diciendo que sabía que Cancemi no podía negarse a ejecutar una orden.
Cancemi estuvo involucrado en los preparativos de los asesinatos de los magistrados antimafia Giovanni Falcone y Paolo Borsellino en 1992. Actuó en la vigilancia del equipo que colocó y detonó la bomba en Capaci que mató a Falcone, su mujer y a tres hombres de su escolta. Cancemi inicialmente negó haber participado en el asesinato de Borsellino, pero tuvo que admitir su participación cuando otros pentiti confirmaron su participación.
Cancemi describió la celebración que siguió al bombardeo de Capaci. Totò Riina ordenó champán francés y mientras los demás brindaban, Cancemi y otro futuro pentito, Santo Di Matteo intercambiaban miradas y opiniones contrarias sobre Riina y su futuro: "Este cornudo nos va a llevar a la ruina."

## Pentito
El 22 de julio de 1993, Cancemi entró en la comisaría de carabinieri de Piazza Verdi en Palermo para entregarse. Riina fue detenido el 15 de enero de ese año y sus partidarios intensificaron la estrategia terrorista que había sido comenzada el año anterior con el asesinato de Falcone y Borsellino después de que las sentencias del Maxi Proceso fueran confirmadas. También entregó su fortuna que se estimaba en 33 millones de libra esterlinas.
El 27 de mayo de 1993, la mafia hizo estallar una bomba dañando severamente la Galería Uffizi de Florencia comenzando un conjunto de ataques con bombas sobre patrimonio cultural italiano. Pocos días después de que Cancemi se entregara, se detonaron bombas en el Museo Villa Reale y en el Pabellón de Arte Contemporáneo de Milán el 27 de julio, y en la Iglesia de San Giorgio y la Vicaría de Letrán de Roma el 28 de julio. En total, los ataques dejaron 10 muertos y 93 heridos.
Cancemi se opuso a la estrategia terrorista y temía por su vida porque había mostrado su disconformidad. El cuñado de Riina, Leoluca Bagarella, sospechaba que Cancemi había estado detrás de la detención de Riina.

## Polémicas declaraciones
Muchas de las acusaciones de Cancemi son controvertidas. Cancemi dijo a los fiscales que la idea de bombardear objetivos en la península italiana en 1993 había sido ‘sugerida’ a la Cosa Nostra ya que la organización no tenía suficiente ‘criterio’ para seleccionarlos de forma autónoma. Dijo que Totò Riina y otros habían dado a entender que tenían el apoyo de individuos de ciertas instituciones del Estado. Riina y Provenzano le dijeron que habían encontrado contactos políticos a través de los cuales las cosas podrían mejorar y la legislación con respecto al severo régimen carcelario del Artículo 41-bis sería cambiado.
En 1996, Cancemi declaró que Silvio Berlusconi y su mano derecha Marcello Dell'Utri estaban en contacto directo con Riina, quien ordenó los atentados que mataron a los magistrados antimafia, Giovanni Falcone y Paolo Borsellino. Después de una investigación de dos años, los magistrados cerraron la investigación sin cargos en 2002. No encontraron pruebas para corroborar las denuncias de Cancemi. Del mismo modo, se cerraba una investigación de dos años, también puesta en marcha a partir de las revelaciones de Cancemi por una supuesta asociación de Berlusconi con la mafia.
Salvatore Cancemi reveló que Fininvest, a través de Marcello Dell'Utri y el mafioso Vittorio Mangano, había pagado a la Cosa Nostra de 200 millones de liras (100.000 euros) anualmente. Los supuestos contactos, según Cancemi, dieron lugar a una legislación favorable a la Cosa Nostra, en particular, revisando el duro régimen penitenciario (artículo 41-bis). La premisa subyacente era que la Cosa Nostra apoyaría al partido político de Berlusconi Forza Italia a cambio de favores políticos.
A pesar de las condenas por participar en varios asesinatos, por ejemplo los del político de la Democrazia Cristiana (DC), Salvatore Lima,  los magistrados Giovanni Falcone y Paolo Borsellino, y el oficial de policía Ninni Cassarà, Cancemi no fue encarcelado. Y cuando se le preguntó acerca de la aparente situación actual de 'pax mafiosa', Salvatore Cancemi dijo: "Creo que este silencio es más aterrador que las bombas."

## Muerte
Murió el 14 de enero de 2011 de un ictus en un lugar secreto donde había estado viviendo como testigo protegido.

## Literatura
- (en italiano) Riina mi fece i nomi di… Confessioni di un ex boss della Cupola (2002) Salvatore Cancemi and Giorgio Bongiovanni, Massari editore, ISBN 88-457-0178-6